# 六反地站
六反地站（日语：／ Rokutanji eki */?）是一位於日本高知縣高岡郡四萬十町六反地、隸屬於四國旅客鐵道（JR四國）的鐵路車站。車站編號為K24。

## 車站結構
本站為簡易車站模式，並沒有設置站舍，設有1面1線的側式月台，以磚及混凝土所砌成，月台中央設有一個小型的候車間，出入口則設於月台末端近仁井田站方向，為斜台設計。
月台曾經過加建，向影野站方向以鐵架加長了長度，現時能夠容納兩卡列車靠站。國鐵時代，本站部份普通列車會不停本站，現時則全部停靠。

### 月台配置
| 路線    | 方向     | 目的地                         |
| ------- | -------- | ------------------------------ |
| ■土讚線 | （下行） | 窪川方向                       |
| ■土讚線 | （上行） | 須崎、伊野、高知、土佐山田方向 |

## 歷史
- 1961年4月15日：開業。
- 1987年4月1日：日本國鐵分割民營化，車站的營運由JR四國繼承。

## 相鄰車站
四國旅客鐵道（JR四國）
■土讚線
影野（K23）－六反地（K24）－仁井田（K25）

## 外部連結
- 非官方六反地站介紹。[永久]